# Ито, Синсуй
Синсуй Ито (яп. 伊東 深水 Ито: Синсуй, наст. имя Хадзимэ Ито, род. 4 февраля 1898, Токио — ум. 8 мая 1972, Токио) — японский художник и мастер цветной гравюры (ксилография).

## Жизнь и творчество
Синсуй Ито был одним из крупнейших художников направления нихонга и гравёров школы син ханга, образовавшихся в Японии к началу XX столетия.
После окончания школы 3-й ступени Ито поступает учеником магазин, торговавший произведениями искусства, где и познакомился с техникой живописи и графики. В 1911 году он идёт в обучение к художнику Киёкате Кабураги, который и дал ему псевдоним «Синсуй». В 1912 году Ито впервые выставляет свои работы в Тацуми гакай (Юго-восточное художественное общество), Кёдокай (Общество Отечества), Нихон бидзюцуин (Японский институт искусств). Художник работает также иллюстратором в токийских газетах.
Первое крупное произведение мастера — «Перед зеркалом», изображающее прекрасную женщину в красном кимоно. В годы Второй мировой войны художник сотрудничает с японским министерством пропаганды. Ито был послан на занятые японскими войсками острова Океании с патриотическими выступлениями, имевшими цель поддержание высокого боевого духа среди военнослужащих.
В 1952 году Синсуй Ито был объявлен японским Комитетом содействия культурному процветанию живым национальным сокровищем. В 1958 году он становится членом Японской академии художеств. В 1970 году Ито награждается орденом Восходящего солнца.
Художник был приверженцем бидзинга (изображения прекрасных женщин), писал также пейзажи, был мастером акварели. Он оказал большое влияние на формирование творчества Хасуя Кавасэ.

## Филателия
По мотивам произведений Синсуя Ито японское почтовое ведомство выпускало в 1974 и в 1983 годах почтовые марки.